# Il settimanale de l'Uomo Ragno
Il settimanale de l'Uomo Ragno è una serie a fumetti pubblicata in Italia negli anni Ottanta dall'Editoriale Corno; rappresenta la seconda edizione italiana dei fumetti dell'Uomo Ragno ed altri supereroi pubblicati le serie statunitensi dalla Marvel Comics, specializzata nei fumetti di genere azione e supereroi

## Storia editoriale
Le testate di Hulk e i Difensori al n. 44 (11 novembre 1976, The Incredible Hulk (Vol. 2) nove mesi dopo la conclusione sull'albo de L'Uomo Ragno dal n. 186), la testata di Thor e i Vendicatori al n. 243 (1º agosto 1980) chiusero.
Le testate de L'Uomo Ragno al n. 283 (6 marzo 1981), una settimana dopo la testata de I Fantastici Quattro al n. 259 (18 marzo 1981) chiusero e vennero sostituita da una nuova pubblicazione dai contenuti analoghi, Hulk, Thor, Capitan America, i Fantastici Quattro e i Vendicatori proseguirono nell'albo di Il settimanale de L'Uomo Ragno (spillato, formato 14 x 22 cm, 48 pagine e più 2 copertine), pubblicato da Editoriale Corno in collaborazione con Marvel Comics, della quale vengono pubblicati 43 numeri fino al 5 gennaio 1982.
Queste serie include Uomo Ragno, Capitan America, Difensori, Fantastici Quattro, Hulk, Iron Man, Thor, Vendicatori e Donna Ragno.
Altre riviste a fumetti statunitensi della Silver Age e della Bronze Age sono:
1. Marvel Team-Up (Vol. 1)
2. Marvel Team-Up Annual
3. The Spectacular Spider-Man (Vol. 1)
4. Peter Parker, The Spectacular Spider-Man (Vol. 1)
5. Peter Parker, The Spectacular Spider-Man Annual (Vol. 1)
6. The Amazing Spider-Man (Vol. 1)
7. The Amazing Spider-Man Annual (Vol. 1)
8. The Spider-Woman (Vol. 1)
9. The Incredible Hulk (Vol. 2)
10. The Incredible Hulk Annual (Vol. 1)
11. The Defenders (Vol. 1)
12. The Fantastic Four (Vol. 1)
13. The Fantastic Four Annual (Vol. 1)
14. Marvel Two-in-One (Vol. 1)
15. Captain America (Vol. 1)
16. The Invicible Iron Man (Vol. 1)
17. The Mighty Thor (Vol. 1)
18. The Avengers (Vol. 1)

Gli scrittori sono Chris Claremont, Stan Lee, Roy Thomas, Bill Mantlo, Roger Stern, Mark Gruenwald, Marv Wolfman, Ralph Macchio, David Michelinie, Steven Grant, Roger McKenzie, Tony Isabella, George Pérez, Jim Shooter, John Byrne, Tom DeFalco, Mike Catron, Don Thompson, Maggie Thompson, Peter Gillis, Bill Kunkel, David Kraft, Bob Layton e Michael Fleisher.
I disegnatori sono Sal Buscema, Alan Kupperberg, Larry Lieber, Jim Mooney, Carmine Infantino, Frank Miller, John Byrne, Don Perlin, Mike Vosburg, John Romita Jr., Keith Pollard, George Pérez, Rich Buckler, Al Milgrom, Bob McLeod, John Buscema, Gene Colan, Lee Elias, Wayne Boring, Ed Hannigan, Michael Nasser e Pat Broedrick.

## Pubblicazioni
| Num. | Data italiana     | Titolo italiano (Titolo statunitense)                                                                    | Albo statunitense                                             | Data statunitense | Protagonista                               | Autore                                                | Disegno                     |
| ---- | ----------------- | --- | ------------------------------------------------------------- | ----------------- | ------------------------------------------ | ----------------------------------------------------- | --------------------------- |
| 1    | 17 marzo 1981     | Capitolo Uno: Assassino a Cathedral Canyon! (Murder in Cathedral Canyon!)                                | Marvel Team-Up Annual n. 2                                    | ottobre 1979      | Uomo Ragno e Hulk                          | Chris Claremont                                       | Sal Buscema Alan Kupperberg |
| 1    | 17 marzo 1981     | Capitolo Due: Un amico nel bisogno (A friend in need!)                                                   | Marvel Team-Up Annual n. 2                                    | ottobre 1979      | Uomo Ragno e Hulk                          | Chris Claremont                                       | Sal Buscema Alan Kupperberg |
| 1    | 17 marzo 1981     | Capitolo Tre: Fratello, puoi prestarmi un Hulk? (Brother, can you spare a Hulk?)                         | Marvel Team-Up Annual n. 2                                    | ottobre 1979      | Uomo Ragno e Hulk                          | Chris Claremont                                       | Sal Buscema Alan Kupperberg |
| 1    | 17 marzo 1981     | Capitolo Quattro: In cima alle montagne rocciose! (Rocky Mountain High!                                  | Marvel Team-Up Annual n. 2                                    | ottobre 1979      | Uomo Ragno e Hulk                          | Chris Claremont                                       | Sal Buscema Alan Kupperberg |
| 1    | 17 marzo 1981     | Capitolo Cinque: La vita di un uomo...o un Mondo?! (A man's life -- or a world?!)                        | Marvel Team-Up Annual n. 2                                    | ottobre 1979      | Uomo Ragno e Hulk                          | Chris Claremont                                       | Sal Buscema Alan Kupperberg |
| 1    | 17 marzo 1981     | Le origini dell'Uomo Ragno (In The Beginning)                                                            | The Spectacular Spider-Man (Vol. 1) n. 1                      | luglio 1968       | Uomo Ragno                                 | Stan Lee                                              | Larry Lieber                |
| 2    | 24 marzo 1981     | Carrion, il ribelle! (Carrion, My Wayward Son!)                                                          | Peter Parker, The Spectacular Spider-Man (Vol. 1) n. 25       | dicembre 1978     | Uomo Ragno                                 | Bill Mantlo                                           | Jim Mooney                  |
| 2    | 24 marzo 1981     | In fondo alla baia! (...At The Bottom Of The Bay!)                                                       | The Incredible Hulk (Vol. 2) n. 233                           | marzo 1979        | Hulk                                       | Roger Stern                                           | Sal Buscema                 |
| 2    | 24 marzo 1981     | Improvvisamente...il Sudario! - I parte (Suddenly... The Shroud!)                                        | The Spider-Woman (Vol. 1) n. 13                               | aprile 1979       | Donna Ragno                                | Mark Gruenwald                                        | Carmine Infantino           |
| 3    | 31 marzo 1981     | Morire nel buio! (Mine Eyes Have Seen The Glory)                                                         | Peter Parker, The Spectacular Spider-Man (Vol. 1) n. 26       | gennaio 1979      | Uomo Ragno                                 | Bill Mantlo                                           | Jim Mooney                  |
| 3    | 31 marzo 1981     | Campo di battaglia: Berkeley! (Battleground : Berkeley!)                                                 | The Incredible Hulk (Vol. 2) n. 234                           | aprile 1979       | Hulk                                       | Roger Stern                                           | Sal Buscema                 |
| 3    | 31 marzo 1981     | Improvvisamente...il Sudario! - II parte (Suddenly... The Shroud!)                                       | The Spider-Woman (Vol. 1) n. 13                               | aprile 1979       | Donna Ragno                                | Mark Gruenwald                                        | Carmine Infantino           |
| 4    | 7 aprile 1981     | Cieco guida cieco (The Blind Leading The Blind)                                                          | Peter Parker, The Spectacular Spider-Man (Vol. 1) n. 27       | febbraio 1979     | Uomo Ragno                                 | Bill Mantlo                                           | Frank Miller                |
| 4    | 7 aprile 1981     | Il mostro e la macchina (The Monster And The Machine)                                                    | The Incredible Hulk (Vol. 2) n. 235                           | maggio 1979       | Hulk                                       | Roger Stern                                           | Sal Buscema                 |
| 4    | 7 aprile 1981     | Il culto del male - I parte (Cults And Robbers)                                                          | The Spider-Woman (Vol. 1) n. 14                               | maggio 1979       | Donna Ragno                                | Mark Gruenwald                                        | Carmine Infantino           |
| 5    | 14 aprile 1981    | Da polvere a polvere (Ashes To Ashes!)                                                                   | Peter Parker, The Spectacular Spider-Man (Vol. 1) n. 28       | marzo 1979        | Uomo Ragno                                 | Bill Mantlo                                           | Frank Miller                |
| 5    | 14 aprile 1981    | Uccidere o essere uccisi! (Kill Or Be Killed!)                                                           | The Incredible Hulk (Vol. 2) n. 236                           | giugno 1979       | Hulk                                       | Roger Stern                                           | Sal Buscema                 |
| 5    | 14 aprile 1981    | Il culto del male - II parte (Cults And Robbers)                                                         | The Spider-Woman (Vol. 1) n. 14                               | maggio 1979       | Donna Ragno                                | Mark Gruenwald                                        | Carmine Infantino           |
| 6    | 21 aprile 1981    | Da cenere a cenere! (Dust To Dust!)                                                                      | Peter Parker, The Spectacular Spider-Man (Vol. 1) n. 29       | aprile 1979       | Uomo Ragno                                 | Bill Mantlo                                           | Jim Mooney                  |
| 6    | 21 aprile 1981    | Quando una città muore! (When A City Dies!)                                                              | The Incredible Hulk (Vol. 2) n. 237                           | luglio 1979       | Hulk                                       | Roger Stern                                           | Sal Buscema                 |
| 6    | 21 aprile 1981    | Nel cuore delle tenebre! - I parte (Into The Heart Of Darkness!)                                         | The Spider-Woman (Vol. 1) n. 15                               | giugno 1979       | Donna Ragno                                | Mark Gruenwald                                        | Carmine Infantino           |
| 7    | 28 aprile 1981    | Segreto tombale! (Secret As The Grave!)                                                                  | Peter Parker, The Spectacular Spider-Man (Vol. 1) n. 30       | maggio 1979       | Uomo Ragno                                 | Bill Mantlo                                           | Jim Mooney                  |
| 7    | 28 aprile 1981    | Nel cuore delle tenebre! - II parte (Into The Heart Of Darkness!)                                        | The Spider-Woman (Vol. 1) n. 15                               | giugno 1979       | Donna Ragno                                | Mark Gruenwald                                        | Carmine Infantino           |
| 7    | 28 aprile 1981    | Post Hulk...post olocausto (Post Hulk... Post Holocaust!)                                                | The Incredible Hulk (Vol. 2) n. 238                           | agosto 1979       | Hulk                                       | Roger Stern                                           | Sal Buscema                 |
| 8    | 5 maggio 1981     | Finché morte non ci separi (Till Death Do Us Part!)                                                      | Peter Parker, The Spectacular Spider-Man (Vol. 1) n. 31       | giugno 1979       | Uomo Ragno                                 | Bill Mantlo                                           | Jim Mooney                  |
| 8    | 5 maggio 1981     | Solo l'odio! - I parte (All You Need Is Hate)                                                            | The Spider-Woman (Vol. 1) n. 16                               | luglio 1979       | Donna Ragno                                | Mark Gruenwald                                        | Carmine Infantino           |
| 8    | 5 maggio 1981     | Il segreto di "loro"! (All That Glitters…)                                                               | The Incredible Hulk (Vol. 2) n. 239                           | settembre 1979    | Hulk                                       | Roger Stern                                           | Sal Buscema                 |
| 9    | 12 maggio 1981    | La notte dell'iguana! (Mayhem By Moonlight)                                                              | The Amazing Spider-Man (Vol. 1) n. 189                        | febbraio 1979     | Uomo Ragno                                 | Marv Wolfman                                          | John Byrne                  |
| 9    | 12 maggio 1981    | Solo l'odio! - II parte (All You Need Is Hate)                                                           | The Spider-Woman (Vol. 1) n. 16                               | luglio 1979       | Donna Ragno                                | Mark Gruenwald                                        | Carmine Infantino           |
| 9    | 12 maggio 1981    | L'El Dorado (...And Now El Dorado)                                                                       | The Incredible Hulk (Vol. 2) n. 240                           | ottobre 1979      | Hulk                                       | Roger Stern                                           | Sal Buscema                 |
| 10   | 19 maggio 1981    | L'Uomo Lupo! (In Search Of The Man Wolf)                                                                 | The Amazing Spider-Man (Vol. 1) n. 190                        | marzo 1979        | Uomo Ragno                                 | Marv Wolfman                                          | John Byrne                  |
| 10   | 19 maggio 1981    | Il potere di "loro" (Partners In Deception)                                                              | The Incredible Hulk (Vol. 2) n. 241                           | novembre 1979     | Hulk                                       | Roger Stern                                           | Sal Buscema                 |
| 10   | 19 maggio 1981    | Progetto Pegaso 1 di 6: Guerra interna! - I parte (The Pegasus Project 1/6: The inner war!)              | Marvel Two-in-One (Vol. 1) n. 53                              | luglio 1979       | La Cosa e Quasar                           | Mark Gruenwald Ralph Macchio                          | John Byrne                  |
| 11   | 26 maggio 1981    | Artigli! (Claws!)                                                                                        | Marvel Team-Up (Vol. 1) n. 78                                 | febbraio 1979     | Uomo Ragno e Wonder Man                    | Bill Kunkel                                           | Don Perlin                  |
| 11   | 26 maggio 1981    | Sic Semper Tyrannus! (Sic Semper Tyrannus!)                                                              | The Incredible Hulk (Vol. 2) n. 242                           | dicembre 1979     | Hulk                                       | Roger Stern                                           | Sal Buscema                 |
| 11   | 26 maggio 1981    | Progetto Pegaso 1 di 6: Guerra interna! - II parte (The Pegasus Project 1/6: The inner war!)             | Marvel Two-in-One (Vol. 1) n. 53                              | luglio 1979       | La Cosa e Quasar                           | Mark Gruenwald Ralph Macchio                          | John Byrne                  |
| 12   | 2 giugno 1981     | La spada e la diavola (Sword Of The She-Devil)                                                           | Marvel Team-Up (Vol. 1) n. 79                                 | marzo 1979        | Uomo Ragno e Red Sonja                     | Chris Claremont                                       | John Byrne                  |
| 12   | 2 giugno 1981     | La morte...e il destino! (Death... And Destiny !)                                                        | The Incredible Hulk (Vol. 2) n. 243                           | gennaio 1980      | Hulk                                       | Roger Stern Steven Grant                              | Sal Buscema                 |
| 12   | 2 giugno 1981     | Progetto Pegaso 2 di 6: Sangue e bionica - I parte (The Pegasus Project 2/6: Blood and Bionics)          | Marvel Two-in-One (Vol. 1) n. 54                              | agosto 1979       | La Cosa e Deathlok                         | Mark Gruenwald Ralph Macchio                          | John Byrne                  |
| 13   | 9 giugno 1981     | Un mago indemoniato (A Sorcerer Possessed!)                                                              | Marvel Team-Up (Vol. 1) n. 80                                 | aprile 1979       | Uomo Ragno e Dottor Strange                | Chris Claremont                                       | Mike Vosburg                |
| 13   | 9 giugno 1981     | Il viaggio! (Journey!)                                                                                   | The Invicible Iron Man (Vol. 1) n. 122                        | maggio 1979       | Iron Man                                   | David Michelinie                                      | Carmine Infantino           |
| 13   | 9 giugno 1981     | Progetto Pegaso 2 di 6: Sangue e bionica - II parte (The Pegasus Project 2/6: Blood and Bionics)         | Marvel Two-in-One (Vol. 1) n. 54                              | agosto 1979       | La Cosa e Deathlok                         | Mark Gruenwald Ralph Macchio                          | John Byrne                  |
| 14   | 16 giugno 1981    | Ultimi riti per Strange (Last Rites)                                                                     | Marvel Team-Up (Vol. 1) n. 81                                 | maggio 1979       | Uomo Ragno e Satana                        | Chris Claremont                                       | Mike Vosburg                |
| 14   | 16 giugno 1981    | Casìno fatale!. (Casìno fatale!)                                                                         | The Invicible Iron Man (Vol. 1) n. 123                        | giugno 1979       | Iron Man                                   | David Michelinie Bob Layton                           | John Romita Jr.             |
| 14   | 16 giugno 1981    | Progetto Pegaso 3 di 6: Giganti della Terra - I parte (The Pegasus Project 3/6: Giants in the Earth)     | Marvel Two-in-One (Vol. 1) n. 55                              | settembre 1979    | La Cosa e Giant Man II                     | Mark Gruenwald Ralph Macchio                          | John Byrne                  |
| 15   | 23 giugno 1981    | Ricercato per omicidio (Wanted For Murder: Spider-Man)                                                   | The Amazing Spider-Man (Vol. 1) n. 191                        | aprile 1979       | Uomo Ragno                                 | Marv Wolfman                                          | Keith Pollard               |
| 15   | 23 giugno 1981    | Frammenti di odio! (Pieces Of Hate!)                                                                     | The Invicible Iron Man (Vol. 1) n. 124                        | luglio 1979       | Iron Man                                   | David Michelinie Bob Layton                           | Bob Layton John Romita Jr.  |
| 15   | 23 giugno 1981    | Progetto Pegaso 3 di 6: Giganti della Terra - II parte (The Pegasus Project 3/6: Giants in the Earth)    | Marvel Two-in-One (Vol. 1) n. 55                              | settembre 1979    | La Cosa e Giant Man II                     | Mark Gruenwald Ralph Macchio                          | John Byrne                  |
| 16   | 30 giugno 1981    | 24 ore alla fine! (24 Hours Till Doomsday!)                                                              | The Amazing Spider-Man (Vol. 1) n. 192                        | maggio 1979       | Uomo Ragno                                 | Marv Wolfman                                          | Keith Pollard               |
| 16   | 30 giugno 1981    | Preludio a Monaco (The Monaco Prelude)                                                                   | The Invicible Iron Man (Vol. 1) n. 125                        | agosto 1979       | Iron Man                                   | David Michelinie Bob Layton                           | John Romita Jr.             |
| 16   | 30 giugno 1981    | Progetto Pegaso 4 di 6: Genie mortale - I parte (The Pegasus Project 4/6: The Deadlier of the Species!)  | Marvel Two-in-One (Vol. 1) n. 56                              | ottobre 1979      | La Cosa e Thundra                          | Mark Gruenwald Ralph Macchio                          | George Pérez                |
| 17   | 7 luglio 1981     | Le braccia del Dottor Octopus (The Arms of Doctor Octopus)                                               | The Amazing Spider-Man Annual (Vol. 1) n. 13                  | dicembre 1979     | Uomo Ragno                                 | Marv Wolfman                                          | John Byrne                  |
| 17   | 7 luglio 1981     | Hammer colpisce! (The Hammer Strikes!)                                                                   | The Invicible Iron Man (Vol. 1) n. 126                        | settembre 1979    | Iron Man                                   | David Michelinie Bob Layton                           | John Romita Jr.             |
| 18   | 14 luglio 1981    | Il suo nome è...Octopus! (And men shall call him... Octopus!)                                            | Peter Parker, The Spectacular Spider-Man Annual (Vol. 1) n. 1 | dicembre 1979     | Uomo Ragno                                 | Bill Mantlo                                           | Rich Buckler                |
| 18   | 14 luglio 1981    | Progetto Pegaso 4 di 6: Genie mortale - II parte (The Pegasus Project 4/6: The Deadlier of the Species!) | Marvel Two-in-One (Vol. 1) n. 56                              | ottobre 1979      | La Cosa e Thundra                          | Mark Gruenwald Ralph Macchio                          | George Pérez                |
| 19   | 21 luglio 1981    | Le ali della Mosca! (The Wings Of The Fearsome Fly)                                                      | The Amazing Spider-Man (Vol. 1) n. 193                        | giugno 1979       | Uomo Ragno                                 | Marv Wolfman                                          | Keith Pollard               |
| 19   | 21 luglio 1981    | La battaglia! (...A Man's Home Is His Battlefield!)                                                      | The Invicible Iron Man (Vol. 1) n. 127                        | ottobre 1979      | Iron Man                                   | David Michelinie Bob Layton                           | John Romita Jr.             |
| 19   | 21 luglio 1981    | Progetto Pegaso 5 di 6: Wundarr! - I parte (The Pegasus Project 5/6: When Walks Wundarr!)                | Marvel Two-in-One (Vol. 1) n. 57                              | novembre 1979     | La Cosa e Wundarr                          | Mark Gruenwald Ralph Macchio                          | George Pérez                |
| 20   | 28 luglio 1981    | La gatta (Never Let The Black Cat Cross Your Path!)                                                      | The Amazing Spider-Man (Vol. 1) n. 194                        | luglio 1979       | Uomo Ragno                                 | Marv Wolfman                                          | Keith Pollard               |
| 20   | 28 luglio 1981    | Il mostro vive (It Lives!)                                                                               | The Incredible Hulk (Vol. 2) n. 244                           | febbraio 1980     | Hulk                                       | Steven Grant                                          | Carmine Infantino           |
| 20   | 28 luglio 1981    | Progetto Pegaso 5 di 6: Wundarr! - II parte (The Pegasus Project 5/6: When Walks Wundarr!)               | Marvel Two-in-One (Vol. 1) n. 57                              | novembre 1979     | La Cosa e Wundarr                          | Mark Gruenwald Ralph Macchio                          | George Pérez                |
| 21   | 4 agosto 1981     | Le nove vite della Gatta Nera (Nine Lives Has The Black Cat)                                             | The Amazing Spider-Man (Vol. 1) n. 195                        | agosto 1979       | Uomo Ragno                                 | Marv Wolfman                                          | Keith Pollard               |
| 21   | 4 agosto 1981     | La potenza del monocolo (Might Of The Monocle)                                                           | The Fantastic Four (Vol. 1) n. 207                            | giugno 1979       | I Fantastici Quattro                       | Marv Wolfman                                          | Sal Buscema                 |
| 21   | 4 agosto 1981     | Progetto Pegaso 6 di 6: All'ennesima potenza! - I parte (The Pegasus Project 6/6: To the Nth power!)     | Marvel Two-in-One (Vol. 1) n. 58                              | dicembre 1979     | La Cosa e Acquario                         | Mark Gruenwald Ralph Macchio                          | George Pérez                |
| 22   | 11 agosto 1981    | Requiem! (Requiem!)                                                                                      | The Amazing Spider-Man (Vol. 1) n. 196                        | settembre 1979    | Uomo Ragno                                 | Marv Wolfman                                          | Al Milgrom                  |
| 22   | 11 agosto 1981    | Il potere della Sfinge! (The Power Of The Sphinx)                                                        | The Fantastic Four (Vol. 1) n. 208                            | luglio 1979       | I Fantastici Quattro                       | Marv Wolfman                                          | Sal Buscema                 |
| 22   | 11 agosto 1981    | Progetto Pegaso 6 di 6: All'ennesima potenza! - II parte (The Pegasus Project 6/6: To the Nth power!)    | Marvel Two-in-One (Vol. 1) n. 58                              | dicembre 1979     | La Cosa e Acquario                         | Mark Gruenwald Ralph Macchio                          | George Pérez                |
| 23   | 18 agosto 1981    | Massacro di mezzanotte (The Kingpin's Midnight Massacre)                                                 | The Amazing Spider-Man (Vol. 1) n. 197                        | ottobre 1979      | Uomo Ragno                                 | Marv Wolfman                                          | Keith Pollard               |
| 23   | 18 agosto 1981    | Intrappolati nello spazio dei Sargassi! (Trapped In The Sargasso Of Space)                               | The Fantastic Four (Vol. 1) n. 209                            | agosto 1979       | I Fantastici Quattro                       | Marv Wolfman                                          | John Byrne                  |
| 23   | 18 agosto 1981    | Il serpente in agguato! - I parte (A Serpent Lurks Below)                                                | Captain America (Vol. 1) n. 228                               | dicembre 1978     | Capitan America                            | Roger McKenzie                                        | Sal Buscema                 |
| 24   | 25 agosto 1981    | Mysterio significa morte! (Mysterio Is Deadlier By The Dozen)                                            | The Amazing Spider-Man (Vol. 1) n. 198                        | novembre 1979     | Uomo Ragno                                 | Marv Wolfman                                          | Sal Buscema                 |
| 24   | 25 agosto 1981    | Alla ricerca di Galactus (In Search Of Galactus)                                                         | The Fantastic Four (Vol. 1) n. 210                            | settembre 1979    | I Fantastici Quattro                       | Marv Wolfman                                          | John Byrne                  |
| 24   | 25 agosto 1981    | Il serpente in agguato! - II parte (A Serpent Lurks Below)                                               | Captain America (Vol. 1) n. 228                               | dicembre 1978     | Capitan America                            | Roger McKenzie                                        | Sal Buscema                 |
| 25   | 1 settembre 1981  | E adesso muori (Now You See Me, Now You Die)                                                             | The Amazing Spider-Man (Vol. 1) n. 199                        | dicembre 1979     | Uomo Ragno                                 | Marv Wolfman                                          | Sal Buscema                 |
| 25   | 1 settembre 1981  | Terrax (If This Be Terrax)                                                                               | The Fantastic Four (Vol. 1) n. 211                            | ottobre 1979      | I Fantastici Quattro                       | Marv Wolfman                                          | John Byrne                  |
| 25   | 1 settembre 1981  | Dopo la caduta! - I parte (Traitors All About Me!)                                                       | Captain America (Vol. 1) n. 229                               | gennaio 1979      | Capitan America                            | Roger McKenzie                                        | Sal Buscema                 |
| 26   | 8 settembre 1981  | Capitolo Uno: Il ragno e il ladro (The spider and the burglar ... a sequel)                              | The Amazing Spider-Man (Vol. 1) n. 200                        | gennaio 1980      | Uomo Ragno                                 | Stan Lee Marv Wolfman                                 | Keith Pollard               |
| 26   | 8 settembre 1981  | Capitolo Due: Meno ragno che uomo (Less spider than man!)                                                | The Amazing Spider-Man (Vol. 1) n. 200                        | gennaio 1980      | Uomo Ragno                                 | Stan Lee Marv Wolfman                                 | Keith Pollard               |
| 26   | 8 settembre 1981  | Capitolo Tre: Che il ladro stia in guardia (Let the burglar beware!)                                     | The Amazing Spider-Man (Vol. 1) n. 200                        | gennaio 1980      | Uomo Ragno                                 | Stan Lee Marv Wolfman                                 | Keith Pollard               |
| 26   | 8 settembre 1981  | Capitolo Quattro: Un orribile delitto! (Murder most foul!)                                               | The Amazing Spider-Man (Vol. 1) n. 200                        | gennaio 1980      | Uomo Ragno                                 | Stan Lee Marv Wolfman                                 | Keith Pollard               |
| 26   | 8 settembre 1981  | Capitolo Cinque: Scontro finale! (The final confrontation!)                                              | The Amazing Spider-Man (Vol. 1) n. 200                        | gennaio 1980      | Uomo Ragno                                 | Stan Lee Marv Wolfman                                 | Keith Pollard               |
| 26   | 8 settembre 1981  | Epilogo: Propositi! (Resolutions!)                                                                       | The Amazing Spider-Man (Vol. 1) n. 200                        | gennaio 1980      | Uomo Ragno                                 | Stan Lee Marv Wolfman                                 | Keith Pollard               |
| 26   | 8 settembre 1981  | Dopo la caduta! - II parte (Traitors All About Me!)                                                      | Captain America (Vol. 1) n. 229                               | gennaio 1979      | Capitan America                            | Roger McKenzie                                        | Sal Buscema                 |
| 27   | 15 settembre 1981 | Una storia da Zoo (A Zoo Story)                                                                          | Peter Parker, The Spectacular Spider-Man (Vol. 1) n.32        | luglio 1979       | Uomo Ragno                                 | Bill Mantlo                                           | Jim Mooney                  |
| 27   | 15 settembre 1981 | Battaglia di Titani! (The Battle Of The Titans)                                                          | The Fantastic Four (Vol. 1) n. 212                            | novembre 1979     | I Fantastici Quattro                       | Marv Wolfman                                          | John Byrne                  |
| 27   | 15 settembre 1981 | Assalto all'Alcatraz! - I parte (Assault On Alcatraz!)                                                   | Captain America (Vol. 1) n. 230                               | febbraio 1979     | Capitan America                            | Roger McKenzie Roger Stern                            | Sal Buscema                 |
| 28   | 22 settembre 1981 | La notte dell'iguana! (Night Of The Iguana!)                                                             | Peter Parker, The Spectacular Spider-Man (Vol. 1) n.33        | agosto 1979       | Uomo Ragno                                 | Bill Mantlo                                           | Jim Mooney                  |
| 28   | 22 settembre 1981 | Il rebus della Sfinge (In Final Battle)                                                                  | The Fantastic Four (Vol. 1) n. 213                            | dicembre 1979     | I Fantastici Quattro                       | Marv Wolfman                                          | John Byrne                  |
| 28   | 22 settembre 1981 | Assalto all'Alcatraz! - II parte (Assault On Alcatraz!)                                                  | Captain America (Vol. 1) n. 230                               | febbraio 1979     | Capitan America                            | Roger McKenzie Roger Stern                            | Sal Buscema                 |
| 29   | 29 settembre 1981 | Lizard sul tetto che scotta (Lizards On A Hot Tin Roof!)                                                 | Peter Parker, The Spectacular Spider-Man (Vol. 1) n.34        | settembre 1979    | Uomo Ragno                                 | Bill Mantlo                                           | Jim Mooney                  |
| 29   | 29 settembre 1981 | ...e poi ne rimase uno solo! (And Then There Was One)                                                    | The Fantastic Four (Vol. 1) n. 214                            | gennaio 1980      | I Fantastici Quattro                       | Marv Wolfman                                          | John Byrne                  |
| 29   | 29 settembre 1981 | Dopo la battaglia - I parte (Aftermath!)                                                                 | Captain America (Vol. 1) n. 231                               | marzo 1979        | Capitan America                            | Roger McKenzie                                        | Sal Buscema                 |
| 30   | 6 ottobre 1981    | Capitolo Uno: Labirinto (Labyrinth)                                                                      | Peter Parker, The Spectacular Spider-Man (Vol. 1) n. 35       | ottobre 1979      | Uomo Ragno                                 | Tony Isabella                                         | Lee Elias                   |
| 30   | 6 ottobre 1981    | Capitolo Due: Nei labirinti della follia (Into the maze of madness)                                      | Peter Parker, The Spectacular Spider-Man (Vol. 1) n. 35       | ottobre 1979      | Uomo Ragno                                 | Tony Isabella                                         | Lee Elias                   |
| 30   | 6 ottobre 1981    | Capitolo Tre: Passato e futuro (The once and future Mindworm)                                            | Peter Parker, The Spectacular Spider-Man (Vol. 1) n. 35       | ottobre 1979      | Uomo Ragno                                 | Tony Isabella                                         | Lee Elias                   |
| 30   | 6 ottobre 1981    | Blastaar! L'esplosione vivente (Blastaar)                                                                | The Fantastic Four (Vol. 1) n. 215                            | febbraio 1980     | I Fantastici Quattro                       | Marv Wolfman                                          | John Byrne                  |
| 30   | 6 ottobre 1981    | Dopo la battaglia - II parte (Aftermath!)                                                                | Captain America (Vol. 1) n. 231                               | marzo 1979        | Capitan America                            | Roger McKenzie                                        | Sal Buscema                 |
| 31   | 13 ottobre 1981   | Entra in scena Swarm! (Enter: Swarm!)                                                                    | Peter Parker, The Spectacular Spider-Man (Vol. 1) n. 36       | novembre 1979     | Uomo Ragno                                 | Bill Mantlo                                           | Jim Mooney                  |
| 31   | 13 ottobre 1981   | La zampa del gatto - I parte (Cat's-Paw)                                                                 | The Fantastic Four Annual (Vol. 1) n . 14                     | dicembre 1979     | I Fantastici Quattro                       | Marv Wolfman George Pérez                             | George Pérez                |
| 31   | 13 ottobre 1981   | La fiamma e la furia - I parte (The Flame And The Fury)                                                  | Captain America (Vol. 1) n. 232                               | aprile 1979       | Capitan America                            | Roger McKenzie Jim Shooter                            | Sal Buscema                 |
| 32   | 20 ottobre 1981   | Nel cuore dell'alveare! (Into The Hive!)                                                                 | Peter Parker, The Spectacular Spider-Man (Vol. 1) n. 37       | dicembre 1979     | Uomo Ragno                                 | Bill Mantlo                                           | Jim Mooney                  |
| 32   | 20 ottobre 1981   | La zampa del gatto - II parte (Cat's-Paw)                                                                | The Fantastic Four Annual (Vol. 1) n . 14                     | dicembre 1979     | I Fantastici Quattro                       | Marv Wolfman George Pérez                             | George Pérez                |
| 32   | 20 ottobre 1981   | La fiamma e la furia - II parte (The Flame And The Fury)                                                 | Captain America (Vol. 1) n. 232                               | aprile 1979       | Capitan America                            | Roger McKenzie Jim Shooter                            | Sal Buscema                 |
| 32   | 20 ottobre 1981   | Giostra malefica - I parte (The evil that is cast...)                                                    | The Incredible Hulk Annual (Vol. 1) n. 7                      | dicembre 1978     | Hulk                                       | John Byrne Roger Stern                                | John Byrne                  |
| 33   | 27 ottobre 1981   | Non si trattano così le signore (No Way To Treat A Lady)                                                 | Marvel Team-Up (Vol. 1) n. 82                                 | giugno 1979       | Uomo Ragno Vedova Nera                     | Chris Claremont                                       | Sal Buscema                 |
| 33   | 27 ottobre 1981   | Fuoco incrociato - I parte (Cross Fire)                                                                  | Captain America (Vol. 1) n. 233                               | maggio 1979       | Capitan America                            | Roger McKenzie                                        | Sal Buscema                 |
| 33   | 27 ottobre 1981   | Giostra malefica - II parte (The evil that is cast...)                                                   | The Incredible Hulk Annual (Vol. 1) n. 7                      | dicembre 1978     | Hulk                                       | John Byrne Roger Stern                                | John Byrne                  |
| 34   | 3 novembre 1981   | Sangue sulla 10ª Avenue! (Slaughter On 10th Avenue!)                                                     | Marvel Team-Up (Vol. 1) n. 83                                 | luglio 1979       | Uomo Ragno Nick Fury                       | Chris Claremont                                       | Sal Buscema                 |
| 34   | 3 novembre 1981   | Dramma sulle terre gemelle! (Crisis On Twin Earths!)                                                     | The Mighty Thor (Vol. 1) n. 280                               | febbraio 1979     | Thor                                       | Roy Thomas                                            | Wayne Boring                |
| 34   | 3 novembre 1981   | Fuoco incrociato - II parte (Cross Fire)                                                                 | Captain America (Vol. 1) n. 233                               | maggio 1979       | Capitan America                            | Roger McKenzie                                        | Sal Buscema                 |
| 35   | 10 novembre 1981  | Crollo eroico (Catch A Falling Hero)                                                                     | Marvel Team-Up (Vol. 1) n. 84                                 | agosto 1979       | Uomo Ragno Shang-Chi                       | Chris Claremont                                       | Sal Buscema                 |
| 35   | 10 novembre 1981  | Un martello perduto (This Hammer Lost!)                                                                  | The Mighty Thor (Vol. 1) n. 281                               | marzo 1979        | Thor                                       | Mark Gruenwald Ralph Macchio Peter Gillis Mike Catron | Keith Pollard               |
| 35   | 10 novembre 1981  | Brucia, Cap, brucia! - I parte (Burn, Cap, Burn!)                                                        | Captain America (Vol. 1) n. 234                               | giugno 1979       | Capitan America                            | Roger McKenzie                                        | Sal Buscema                 |
| 36   | 17 novembre 1981  | La donna che non era mai esistita (The Woman Who Never Was!)                                             | Marvel Team-Up (Vol. 1) n. 85                                 | settembre 1979    | Uomo Ragno Shang-Chi Vedova Nera Nick Fury | Chris Claremont                                       | Sal Buscema                 |
| 36   | 17 novembre 1981  | Tempus, l'uccisore di dei! (Rites Of Passage)                                                            | The Mighty Thor (Vol. 1) n. 282                               | aprile 1979       | Thor                                       | Mark Gruenwald Ralph Macchio                          | Keith Pollard               |
| 36   | 17 novembre 1981  | Brucia, Cap, brucia! - II parte (Burn, Cap, Burn!)                                                       | Captain America (Vol. 1) n. 234                               | giugno 1979       | Capitan America                            | Roger McKenzie                                        | Sal Buscema                 |
| 37   | 24 novembre 1981  | L'articolo dell'anno! (Story Of The Year!)                                                               | Marvel Team-Up (Vol. 1) n. 86                                 | ottobre 1979      | Uomo Ragno Guardiani della Galassia        | Chris Claremont                                       | Bob McLeod                  |
| 37   | 24 novembre 1981  | La notte della bestia (Suddenly... The Celestials!)                                                      | The Mighty Thor (Vol. 1) n. 283                               | maggio 1979       | Thor                                       | Roy Thomas                                            | John Buscema                |
| 37   | 24 novembre 1981  | Lo l'uccisore - I parte (To Stalk The Killer Skies!)                                                     | Captain America (Vol. 1) n. 235                               | luglio 1979       | Capitan America                            | Roger McKenzie                                        | Sal Buscema                 |
| 38   | 1º dicembre 1981  | La lama del rasoio (The Razors Edge!)                                                                    | Marvel Team-Up (Vol. 1) n. 87                                 | novembre 1979     | Uomo Ragno Pantera Nera                    | Steven Grant                                          | Gene Colan                  |
| 38   | 1º dicembre 1981  | La città dei Celestiali (The City Of The Space Gods)                                                     | The Mighty Thor (Vol. 1) n. 284                               | giugno 1979       | Thor                                       | Roy Thomas                                            | John Buscema                |
| 38   | 1º dicembre 1981  | Lo l'uccisore - II parte (To Stalk The Killer Skies!)                                                    | Captain America (Vol. 1) n. 235                               | luglio 1979       | Capitan America                            | Roger McKenzie                                        | Sal Buscema                 |
| 39   | 8 dicembre 1981   | Un bambino aspetta (A Child Is Waiting)                                                                  | Marvel Team-Up (Vol. 1) n. 88                                 | dicembre 1979     | Uomo Ragno Donna Invisibile                | Chris Claremont                                       | Sal Buscema                 |
| 39   | 8 dicembre 1981   | Alla ricerca di Lunatik! (Life, Liberty, And The Pursuit Of Lunatik)                                     | The Defenders (Vol. 1) n. 61                                  | luglio 1978       | Difensori                                  | David Kraft                                           | Ed Hannigan                 |
| 39   | 8 dicembre 1981   | Tuffo mortale! - I parte (Death Dive!)                                                                   | Captain America (Vol. 1) n. 235                               | luglio 1979       | Capitan America                            | Roger McKenzie Michael Fleisher                       | Sal Buscema                 |
| 40   | 15 dicembre 1981  | Centrare il bersaglio! (Shoot Out Over Center Ring!)                                                     | Marvel Team-Up (Vol. 1) n. 89                                 | gennaio 1980      | Uomo Ragno Nightcrawler                    | Chris Claremont                                       | Michael Nasser Rich Buckler |
| 40   | 15 dicembre 1981  | Follia totale! (Membership Madnes)                                                                       | The Defenders (Vol. 1) n. 62                                  | agosto 1978       | Difensori                                  | David Kraft                                           | Sal Buscema                 |
| 40   | 15 dicembre 1981  | Tuffo mortale! - II parte (Death Dive!)                                                                  | Captain America (Vol. 1) n. 235                               | luglio 1979       | Capitan America                            | Roger McKenzie Michael Fleisher                       | Sal Buscema                 |
| 41   | 22 dicembre 1981  | Morte nell'aria. (Death On The Air!)                                                                     | Marvel Team-Up (Vol. 1) n. 90                                 | febbraio 1980     | Uomo Ragno Bestia                          | Steven Grant                                          | Mike Vosburg                |
| 41   | 22 dicembre 1981  | Hulkolocausto! (Deadlier By The Dozen)                                                                   | The Defenders (Vol. 1) n. 63                                  | settembre 1978    | Difensori                                  | David Kraft                                           | Sal Buscema                 |
| 41   | 22 dicembre 1981  | La notte della Bestia! - I parte (The Martyr Perplex!)                                                   | The Avengers (Vol. 1) n. 178                                  | dicembre 1978     | I Vendicatori                              | Steve Gerber                                          | Carmine Infantino           |
| 42   | 29 dicembre 1981  | Il Luna Park delle anime! (Carnival Of Souls!)                                                           | Marvel Team-Up (Vol. 1) n. 91                                 | marzo 1980        | Uomo Ragno Ghost Rider                     | Steven Grant                                          | Pat Broedrick               |
| 42   | 29 dicembre 1981  | La trappola della palude! (D-Day)                                                                        | The Defenders (Vol. 1) n. 64                                  | ottobre 1978      | Difensori                                  | David Kraft                                           | Sal Buscema                 |
| 42   | 29 dicembre 1981  | La notte della Bestia! - II parte (The Martyr Perplex!)                                                  | The Avengers (Vol. 1) n. 178                                  | dicembre 1978     | I Vendicatori                              | Steve Gerber                                          | Carmine Infantino           |
| 43   | 5 gennaio 1982    | Terrore! (Fear!)                                                                                         | Marvel Team-Up (Vol. 1) n. 92                                 | aprile 1980       | Uomo Ragno Occhio di Falco                 | Steven Grant                                          | Carmine Infantino           |
| 43   | 5 gennaio 1982    | Colpo violento! (Slowly Slays The Stinger!)                                                              | The Avengers (Vol. 1) n. 179                                  | gennaio 1979      | I Vendicatori                              | Tom DeFalco                                           | Jim Mooney                  |
| 43   | 5 gennaio 1982    | Ambizioni e grandi amebe - I parte (Of Ambitions And Giant Amoebas)                                      | The Defenders (Vol. 1) n. 65                                  | novembre 1978     | Difensori                                  | David Kraft                                           | Don Perlin                  |

### Annotazioni
1. ↑  Dinamo Cremisi (Dimitri Bukharin) ha cercato di rapire Cissy Ironwood e ha minacciato a morte su Peter Parker
2. ↑  Uomo Ragno ha bisogno d'aiuto con Reed Richards nel Baxter Building
3. ↑  Alexei Vazhin il maggiore di KGB incontra Bruce Banner in Hotel
4. ↑  Super Soldati Sovietici fanno le guardie per non portare via Daniel Ironwood
5. ↑  Daniel Ironwood venne ucciso da Alexei Vazhin con la pistola
6. ↑  La prima apparizione di Carrion (clone di M.Warren), propone al Maggia con Predone Mascherato di uccidere l'Uomo Ragno
7. ↑  Con l'ospite d'onore: Marvel Man
8. 1 2 3 4 5  Con l'ospite d'onore: Devil
9. ↑  Appare Machine Man e Hulk combatte contro di lui a causa del rapimento di Trish Starr
10. ↑  Con l'ospite d'onore: Devil e Hector Ayala (Tigre Bianca)
11. ↑  Con l'ospite d'onore: Tigre Bianca
12. ↑  Scarabeo d'oro (Jake Smith) incontra il Riparatore
13. ↑  Darter (Randy Vale) e Tigre Bianca aiutano l'Uomo Ragno per sconfiggere Carrion
14. ↑  Jessica Drew entra in Hatros Istitute ed incontra Nekra
15. ↑  Il vecchio Romulus Augustulus appare ed incontra Bruce Banner
16. ↑  Iron Man incontra fatale i tre avversari: Blizzard, Whiplash e Melter in Casinò
17. ↑  È la prima apparizione di Gatta Nera
18. ↑  Battaglia finale tra Galactus e Sfinge
19. ↑  Con l'ospite d'onore: Agatha Harkness
20. ↑  Con gli ospiti d'onore: Angelo e Uomo Ghiaccio
21. ↑  Con l'ospite d'onore: Hyperion (Mark Milton)
22. ↑  Gli avversari sono: Boomerang, Silver Samurai e Madame Hydra
23. ↑  È apparso la prima volta di Falco di sangue (Bloodhawk)

### Fonti
1. ↑   Storia di Editoriale Corno, su atomik67.altervista.org, Atomik67, altavista.
2. ↑   Il settimanale de L'Uomo Ragno, su atomik67.altervista.org, Atomik67. URL consultato il agosto 2016.
3. ↑   Gianni Bono (a cura di), Il Settimanale de L'Uomo Ragno, su guidafumettoitaliano.com, Guida al Fumetto italiano. URL consultato il 25 aprile 2015.
4. ↑  È la prima apparizione di Darter (Randy Vale)
5. ↑  È la prima apparizione in The Fantastic Four (Vol. 1) n. 211
6. 1 2  Gran Direttore vuole purificare l'America con l'aiuto della croce ardente seguendo le orme del Ku Klux Klan e uccidere Capitan America per vendetta
7. ↑  Parassita Psichico (Mindworm) colpisce ancora!
8. ↑  I Sette di Salem riappare di nuovo!
9. ↑  È la prima apparizione di Hellrazor
10. ↑  Il suo vero nome è Arisen Tyrk, è apparso la prima volta in Creatures on the Loose (Vol. 1) n. 35 (maggio 1975)
11. ↑  Averla assassina (Killer Shrike), il cui vero nome è Simon Maddicks con suo partner Modular Man (Stephen Weems)
12. ↑  Luna Nera (Moondark), il cui vero nome non rivelato, è apparso la prima volta in Marvel Team-Up (Vol. 1) n. 12 (agosto 1973)
13. ↑  È apparso la prima volta Mister Fear, è il quarto, il cui vero nome è Alan Fagan
14. ↑  La prima parte della storia Ambizioni e grandi amebe esce sull'ultimo numero de Il settimanale de l'Uomo Ragno (n. 43). Mancando ancora 3 pagine alla conclusione, Panini Comics ha deciso di pubblicare per intero la storia su Super Eroi Classic n. 317 (Difensori Serie Cronologia n. 15)